# ناصر سیم‌فروش
ناصر سیم‌فروش پزشک ایرانی و متخصص اورولوژی است. او نایب رئیس انجمن بین‌المللی اورولوژی و از چهره‌های ماندگار رشتهٔ پزشکی است. سیم‌فروش استاد تمام اورولوژی در دانشگاه علوم پزشکی شهید بهشتی و نویسنده بیش از ۲۰۰ مقاله در نشریه‌های بین‌المللی و چندین کتاب به زبان‌های فارسی و انگلیسی است. ناصر سیم فروش از اعضای تیم پزشکی سید روح الله خمینی رهبر پیشین جمهوری اسلامی ایران بوده است.
سیم فروش در ۲۶ فروردین ماه ۱۳۹۵ مهمان قسمت بیست و سوم برنامه خندوانه بوده است و به یک گفتگوی نیم ساعته با رامبد جوان، مجری این برنامه پرداخته است.

## جوایز
سیم‌فروش در سال ۱۳۸۳، نشان درجه دو دانش را از سید محمد خاتمی دریافت کرد. وی در سالهای ۱۳۸۵ و ۱۳۹۱ به ترتیب «محقق برگزیده دارای مقاله تحقیقی با بیشترین ارجاع در ماه» و «رتبه دوم محققان در گروه علوم بالینی و جراحی» جشنواره رازی را کسب کرده‌است. او همچنین در سال ۱۳۹۶ موفق به دریافت جایزه البرز به عنوان دانشمند برتر و در سال ۱۳۹۰ موفق به دریافت جایزه علمی علامه طباطبایی بنیاد ملی نخبگان به عنوان استاد برجسته گردید.

### جنجال جایزه انجمن اورولوژی کانادا
در نوامبر ۲۰۲۲، سیم فروش قرار بود جایزه ای را از انجمن اورولوژی کانادا (Societe Internationale d'urologic) برای کمک‌های خود در این زمینه دریافت کند که در انتظار بررسی‌های بیشتر به تعویق افتاد. صدها تن از پزشکان برجسته در آمریکای شمالی به دلیل ادعای مطرح شده علیه سیم فروش دربارهٔ رفتارهای جنسیتی و ضدعلمی که توسط او نشان داده شده بود، با این جایزه مخالفت کردند. در نوامبر ۲۰۲۲، چند تن از پزشکان برجسته که مستقیماً زیر نظر سیم فروش در ایران آموزش دیده بودند، تأیید کردند که وی از کمک به عمل جراحی توسط زنان دستیار و دانشجویان پزشکی جلوگیری می‌کرده و در تمام دوران پزشکی خود از نگرش‌های رژیم اسلامی علیه زنان حمایت کرده‌است. همچنین، سیم فروش در طول همه‌گیری کووید، از ممنوعیت واردات واکسن‌های کووید فاقد تاییدیه و عدم گذراندن تست بالینی از غرب حمایت کرد . این درحالی است که رسانه‌های داخلی به دروغ مطرح کردند که او جایزه ارولوژیست برتر انجمن جهانی اورولوژی را کسب کرد.

## درگذشت فرزند
سید حسن خمینی با حضور در منزل ناصر سیم فروش از اعضای تیم پزشکی سید روح الله خمینی، درگذشت امیرعلی سیم فروش را به وی، مادر و خانواده آن اطلاع داد. فرزند او در تاریخ ۱۸ شهریورماه ۱۴۰۲ درگذشت. امیرعلی سیم فروش فرزند ناصر سیم فروش دارای مدرک دکترای حرفه‌ای در شهر تهران با شماره نظام پزشکی ۱۵۵۴۱۶ بود که بر اثر سانحه تصادف با موتور آسیب می‌بیند و بلافاصله تحت عمل جراحی قرار می‌گیرد که پس از عمل جراحی ناموفق، فوت می‌کند.

در پی این درگذشت، سید علی خامنه ای رهبر جمهوری اسلامی ایران در پیامی درگذشت فرزند ناصر سیم فروش را تسلیت گفت. متن این پیام به شرح زیر است:
بسم‌الله‌الرحمن‌الرحیم
دانشمند محترم جناب آقای دکتر سیم فروش دام‌بقائه
  درگذشت تأسف‌بار فرزند گرامیتان را به جنابعالی و مادر محترم ایشان و دیگر بازماندگان تسلیت عرض میکنم، و آرامش و تسلّا برای عزاداران و رحمت و مغفرت برای آن مرحوم را از خداوند مسألت می‌کنم.
سیدعلی خامنه‌ای
سید ابراهیم رئیسی، رئیس جمهور جمهوری اسلامی ایران نیز با ارسال پیامی درگذشت فرزند او را تسلیت گفت. متن پیام رئیس جمهور ایران به شرح زیر است:
بسم الله الرحمن الرحیم
انا لله و انا الیه راجعون
جناب آقای دکتر ناصر سیم‌فروش
ضایعه درگذشت تأثرانگیز و اندوه‌بار فرزند عزیزتان، موجب تألم خاطر گردید.
اینجانب با ابراز همدردی، مصیبت وارده را تسلیت می‌گویم و در این ایام پرفیض اربعین سالار شهیدان اباعبدالله الحسین علیه السلام از درگاه خداوند بزرگ برای آن مرحوم رحمت و رضوان الهی و برای جنابعالی و خانواده محترم، صبر و آرامش مسئلت دارم.
سید ابراهیم رئیسی
رئیس جمهوری اسلامی ایران
همچنین محمد مخبر، معاون اول رئیس‌جمهور ایران در پیامی درگذشت فرزند ناصر سیم‌فروش عضو پیوسته فرهنگستان علوم پزشکی را تسلیت گفت.
... خبر درگذشت ناگهانی فرزند برومندتان دکتر امیرعلی سیم‌فروش موجب تأثر و تالم گردید. این مصیبت وارده را به جنابعالی و خانواده محترم تسلیت عرض نموده و در این ایام سوگواری دهه پایانی ماه صفر، از خداوند متعال برای آن مرحوم آمرزش و رحمت الهی و برای بازماندگان، صبر و آرامش طلب می‌کنم.
همچنین در پیام‌های جداگانه‌ی دیگری، بهرام عین‌اللهی، وزیر بهداشت، درمان و آموزش پزشکی ایران، حسین‌علی شهریاری، نماینده مردم زاهدان و رئیس کمیسیون بهداشت و درمان مجلس شورای اسلامی، حسین قناعتی، رئیس دانشگاه علوم پزشکی تهران و سید علیرضا مرندی، رئیس فرهنگستان علوم پزشکی جمهوری اسلامی ایران نیز به او درگذشت فرزندش را تسلیت گفتند.